# Step Inside Love
«Step Inside Love» (с англ. — «Сделай шаг в любовь») — песня, написанная Полом Маккартни (авторство приписано дуэту Леннон-Маккартни) в 1967 году для Силлы Блэк в качестве музыкальной темы для её телевизионного шоу Cilla, впервые вышедшего в эфир 30 января 1968 года.

## История песни
В конце 1967 года к Маккартни обратилась Силла Блэк и продюсер её намечавшегося шоу с просьбой написать для него музыкальную тему. Демоверсия песни в исполнении Блэк и под аккомпанемент Маккартни была записана в его лондонском доме. Первая версия песни, состоявшая лишь из одного куплета и припева, была использована в первых выпусках шоу. Чуть позже были дописаны ещё два куплета.
В виде сингла (в исполнении Силлы Блэк) песня была выпущена 8 марта 1968 года; в апреле 1968 года сингл достиг восьмой позиции в британских хит-парадах. Данная версия вошла также в третий студийный альбом Блэк Sher-oo! (апрель 1968 года). Ремикс данной песни с «клубным» звучанием вошёл в альбом Cilla All Mixed Up (сентябрь 2009 года).
Кроме того, версия Силлы Блэк была выпущена в сентябре 1997 года в составе трёхдискового компиляционного альбома The Abbey Road Decade: 1963-73, в который кроме оригинальной версии вошли один рабочий дубль записи песни, демозапись с участием Маккартни, а также версия песни на итальянском языке (под названием «M’Innamoro»).

## Версия «Битлз»
Группа «Битлз» записала свою версию песни 16 сентября 1968 года во время работы над песней «I Will» для «Белого альбома». Сделать данную запись было спонтанным решением Маккартни (вероятно, группа пыталась таким образом несколько «переключиться» и отдохнуть); он же исполнял вокальную партию и играл на акустической гитаре, тогда как Леннон и Старр исполняли партию ударных на бонго и клаве.
Сразу после окончания песни Маккартни объявил выступление вымышленной группы Joe Prairies and the Prairie Wallflowers, при этом Леннон откликнулся комментарием «Los Paranoias!», что, возможно, является отсылкой к трио Los Paraguyas, которое часто появлялось на BBC в 1950-60 годах. Кроме того, по словам Леннона, выражение «Los Paranoias» было в то время популярной шуткой среди участников группы и даже едва не вошло в «текст» песни «Sun King» (в ту её часть, где текст представляет собой набор бессмысленных фраз). Данная композиция-импровизация исполнялась тем же составом, что и предыдущая (вдобавок к уже упомянутым инструментам был использован шейкер). Авторство данного фрагмента приписано всем четырём участникам группы, несмотря на тот факт, что Харрисон не имел к ней никакого отношения и в тот день вообще отсутствовал в студии.
Общая продолжительность двух композиций составила более шести минут, однако версия, опубликованная на альбоме Anthology 3 (как единая композиция, озаглавленная «Step Inside Love/Los Paranoias»), была сокращена, в результате чего её общая продолжительность на альбоме составила лишь две с половиной минуты.

## Кавер-версии
Существует несколько кавер-версий песни. В частности, она перепевалась Элвисом Костелло и австралийской трибьют-группой The Beatnix.
В 1982 году свою версию «Step Inside Love» предложил голландский певец Бас Мёйс (нидерл. Bas Muijs), участник группы Stars on 45, имитатор вокала Леннона. Его альбом называется Lennon & McCartney Secret Songs.